# Autriche au Concours Eurovision de la chanson 1977
L'Autriche a participé au Concours Eurovision de la chanson 1977 le 7 mai à Londres (Angleterre), au Royaume-Uni. C'est la 16e participation de l'Autriche au Concours Eurovision de la chanson.
Le pays est représenté par le groupe Schmetterlinge et la chanson Boom Boom Boomerang, sélectionnés en interne par l'ORF.

## Sélection interne
Le radiodiffuseur autrichien, Österreichischer Rundfunk (ORF), choisit en interne l'artiste et la chanson représentant l'Autriche au Concours Eurovision de la chanson 1977.
Lors de cette sélection, c'est la chanson Boom Boom Boomerang, interprétée par le groupe Schmetterlinge, qui fut choisie. À l'Eurovision, le groupe est accompagné du chef d'orchestre Christian Kolonovits.
| Ordre | Artiste        | Chanson             | Langue            |
| ----- | -------------- | ------------------- | ----------------- |
| 1     | Schmetterlinge | Boom Boom Boomerang | Allemand, anglais |

## À l'Eurovision

### Points attribués par l'Autriche
| 12 points | Royaume-Uni |
| 10 points | Suisse      |
| 8 points  | Monaco      |
| 7 points  | France      |
| 6 points  | Finlande    |
| 5 points  | Irlande     |
| 4 points  | Grèce       |
| 3 points  | Israël      |
| 2 points  | Allemagne   |
| 1 point   | Espagne     |

### Points attribués à l'Autriche
| 12 points | 10 points | 8 points | 7 points  | 6 points   |
| --------- | --------- | -------- | --------- | ---------- |
|           |           |          |           |            |
| 5 points  | 4 points  | 3 points | 2 points  | 1 point    |
| - Monaco  |           | - Grèce  | - Norvège | - Finlande |

Les Schmetterlinge interprètent Boom Boom Boomerang en 4e position lors de la soirée du concours, suivant les Pays-Bas et précédant la Norvège.
Au terme du vote final, l'Autriche termine 17e sur les 18 pays participants, ayant reçu 11 points au total, provenant de quatre pays,.